# Darian Townes
Darian Townes (ur. 31 lipca 1984 w Alexandrii) – amerykański koszykarz, występujący na pozycji środkowego. 
Wychowanek uczelni Arkansas. Amerykanin zapisał się w jej historii jako gracz, który z 194 blokami na koncie był czwartym blokującym szkoły. Przed sezonem 2008/2009 Townes próbował swoich sił w lidze letniej NBA w Las Vegas w barwach Sacramento Kings, rozegrał zaledwie jedno spotkanie, w którym zaliczył 14 punktów i 6 zbiórek w ciągu 19 minut. W sezonie 2008/2009 zawodnik Turowa Zgorzelec. Latem 2009 reprezentował Orlando Magic w letniej lidze NBA, a rok później Utah Jazz.
3 października 2017 został zawodnikiem libańskiego Al Moutahed Tripoli. 27 marca 2018 podpisał umowę z katarskim Al Rayyan Doha.
24 września 2018 dołączył do libańskiego Atlas Ferzol. 21 sierpnia 2019  związał się z tureckim Samsunspor. 3 października po raz kolejny w karierze zawarł umowę z libańskim Atlas Ferzol.
24 stycznia 2020 został zawodnikiem libańskiego Sporting Al Riyadi Bejrut.

## Osiągnięcia
Stan na 24 stycznia 2020, na podstawie, o ile nie zaznaczono inaczej.
NCAA
- Uczestnik turnieju NCAA (2006, 2007, 2008)
- Zaliczony do:
  - I składu:
    - turnieju konferencji Southeastern (SEC – 2008)
    - najlepszych pierwszorocznych zawodników SEC (2005)

  - składu honorable mention freshman All-America (2005 przez Rivals.com)[10]

Indywidualne
(* – nagrody przyznane przez portal asia-basket.com)
- Obrońca roku tajwańskiej ligi SBL (2016)*[5]
- Zaliczony do*:
  - II składu Ligi libańskiej (2019)[5]
  - składu honorable mention ligi libańskiej (2017)[3]
- Lider sezonu regularnego PLK w średniej bloków (2009)[11]

## Statystyki
- Sezon 2004/2005:

Średnio 10,2 punktu, 1,6 bloku i 4,6 zbiórki w ciągu 24 minut
- Sezon 2005/2006:

Średnio 9,5 punktu, 1,6 bloku i 5,1 zbiórki w ciągu 22 minut
- Sezon 2006/2007:

Średnio 8,1 punktu, 1,6 bloku i 4,3 zbiórki w ciągu 18 minut
- Sezon 2007/2008:

Średnio 12,1 punktu, 1,1 bloku i 5,5 zbiórki w ciągu 23 minut